# Sabancuy
Sabancuy es una localidad mexicana situada en el estado de Campeche, dentro del municipio de Carmen.
La localidad tiene el título de Junta Municipal y abarca las localidades de Sabancuy, Calax, El Arca, Ignacio Gutiérrez, Oxcabal, Chekubul, Chicbul, Plan de Ayala, La Cristalina, Los Manantiales, Nicolás Bravo, Abelardo L. Rodríguez, José María Pino Suárez, Enrique Rodríguez Cano, Independencia y Adolfo López Mateos.
Sabancuy es una encantadora localidad costera situada en el estado de Campeche (México) reconocida por sus playas de arena blanca y aguas cristalinas. Ubicada a aproximadamente 130 kilómetros al sur de la ciudad de Campeche y a 85 kilómetros de Ciudad del Carmen, esta playa se extiende a lo largo de 10 kilómetros y ofrece un ambiente tranquilo y casi virgen.
Características destacadas:
- Ambiente bohemio: Sabancuy es conocida por su atmósfera relajada y bohemia, ideal para quienes buscan escapar del bullicio urbano y conectar con la naturaleza en un entorno sereno.
- Aguas tranquilas: las playas de Sabancuy se caracterizan por sus aguas poco profundas y de oleaje suave, lo que las hace perfectas para familias con niños y para quienes desean nadar o simplemente relajarse junto al mar.
- Riqueza natural: la región es disfruta de una abundante biodiversidad. En el estero de Sabancuy, es común observar diversas especies de aves como garzas y cormoranes. Además, la zona es un refugio para especies en peligro, como la tortuga carey.

Actividades recomendadas:
- Pesca deportiva: las aguas de Sabancuy son ideales para la pesca deportiva, pues ofrecen una experiencia gratificante para los aficionados.
- Veleo y buceo: gracias a sus vientos moderados y aguas claras, actividades como el veleo y el buceo en la escollera son altamente recomendadas.
- Paseos en lancha: explorar el estero en lancha permite a los visitantes apreciar la flora y fauna locales, ofreciendo oportunidades únicas para la observación de aves y otros animales silvestres.

Gastronomía local:
La comunidad de Sabancuy, compuesta por aproximadamente ocho mil habitantes, se dedica principalmente a la pesca. Esto garantiza que los visitantes puedan disfrutar de mariscos frescos en los restaurantes locales. Entre las especialidades locales destacan el pescado a la sal, la sopa marinera y el pámpano.
Opciones de hospedaje:
Sabancuy ofrece diversas opciones de alojamiento que complementan su ambiente bohemio. Por ejemplo, el eco-hostal "La Playita" proporciona hospedaje en habitaciones en forma de cilindros, conocidas como ecotubos, brindando una experiencia única y sostenible.
Cómo llegar:
- Desde Campeche: tomar la carretera 180 hacia Champotón y luego continuar en dirección a Ciudad del Carmen hasta llegar a Sabancuy, en un recorrido aproximado de 130 kilómetros.
- Desde Mérida: dirigirse hacia Campeche y seguir la misma ruta mencionada anteriormente.

Recomendaciones:
- Cuidado ambiental: al ser una playa que aún conserva áreas vírgenes, es fundamental mantenerla limpia y libre de contaminación.
- Protección solar: llevar bloqueador solar, lentes de sol y ropa adecuada para protegerse del sol.
- Precauciones en actividades: conviene seguir las indicaciones de los guías locales al realizar actividades como paseos en lancha o pesca deportiva.

Sabancuy es un destino que combina belleza natural, tranquilidad y una rica cultura local, ofreciendo a sus visitantes una experiencia inolvidable en las costas de Campeche.

## Geografía
La localidad de Sabancuy se localiza en el noreste del municipio de Carmen, en el suroeste de Campeche. Tiene una altura media de 2 m s. n. m.

### Clima
El clima predominante en Sabancuy es el cálido subhúmedo con lluvias en verano. Tiene una temperatura media anual de 26.7 °C y una precipitación media anual de 1412.3 mm.
| Parámetros climáticos promedio de Sabancuy, Carmen | Parámetros climáticos promedio de Sabancuy, Carmen | Parámetros climáticos promedio de Sabancuy, Carmen | Parámetros climáticos promedio de Sabancuy, Carmen | Parámetros climáticos promedio de Sabancuy, Carmen | Parámetros climáticos promedio de Sabancuy, Carmen | Parámetros climáticos promedio de Sabancuy, Carmen | Parámetros climáticos promedio de Sabancuy, Carmen | Parámetros climáticos promedio de Sabancuy, Carmen | Parámetros climáticos promedio de Sabancuy, Carmen | Parámetros climáticos promedio de Sabancuy, Carmen | Parámetros climáticos promedio de Sabancuy, Carmen | Parámetros climáticos promedio de Sabancuy, Carmen | Parámetros climáticos promedio de Sabancuy, Carmen |
| Mes                                                | Ene.                                               | Feb.                                               | Mar.                                               | Abr.                                               | May.                                               | Jun.                                               | Jul.                                               | Ago.                                               | Sep.                                               | Oct.                                               | Nov.                                               | Dic.                                               | Anual                                              |
| -------------------------------------------------- | -------------------------------------------------- | -------------------------------------------------- | -------------------------------------------------- | -------------------------------------------------- | -------------------------------------------------- | -------------------------------------------------- | -------------------------------------------------- | -------------------------------------------------- | -------------------------------------------------- | -------------------------------------------------- | -------------------------------------------------- | -------------------------------------------------- | -------------------------------------------------- |
| Temp. máx. abs. (°C)                               | 40.0                                               | 41.0                                               | 44.0                                               | 45.0                                               | 45.0                                               | 42.0                                               | 41.0                                               | 40.0                                               | 41.0                                               | 41.0                                               | 39.5                                               | 39.0                                               | 45.0                                               |
| Temp. máx. media (°C)                              | 29.9                                               | 30.9                                               | 32.9                                               | 35.1                                               | 35.8                                               | 34.5                                               | 33.9                                               | 33.8                                               | 33.4                                               | 32.7                                               | 31.5                                               | 30.0                                               | 32.9                                               |
| Temp. media (°C)                                   | 23.7                                               | 24.3                                               | 26.0                                               | 27.9                                               | 29.0                                               | 28.4                                               | 28.0                                               | 28.0                                               | 27.9                                               | 27.2                                               | 25.7                                               | 24.2                                               | 26.7                                               |
| Temp. mín. media (°C)                              | 17.6                                               | 17.8                                               | 19.1                                               | 20.8                                               | 22.1                                               | 22.3                                               | 22.0                                               | 22.2                                               | 22.4                                               | 21.7                                               | 20.0                                               | 18.3                                               | 20.5                                               |
| Temp. mín. abs. (°C)                               | 6.0                                                | 5.0                                                | 7.5                                                | 10.0                                               | 10.5                                               | 15.0                                               | 16.0                                               | 17.0                                               | 17.0                                               | 13.0                                               | 6.0                                                | 4.0                                                | 4.0                                                |
| Precipitación total (mm)                           | 41.9                                               | 26.9                                               | 18.7                                               | 19.8                                               | 59.4                                               | 224.1                                              | 245.7                                              | 243.6                                              | 231.5                                              | 174.3                                              | 76.8                                               | 49.6                                               | 1412.3                                             |
| Días de precipitaciones (≥ 1 mm)                   | 4.9                                                | 3.1                                                | 2.1                                                | 1.5                                                | 3.9                                                | 13.3                                               | 17.0                                               | 17.4                                               | 15.1                                               | 10.8                                               | 5.8                                                | 4.8                                                | 99.7                                               |
| Fuente: Servicio Meteorológico Nacional            |                                                    |                                                    |                                                    |                                                    |                                                    |                                                    |                                                    |                                                    |                                                    |                                                    |                                                    |                                                    |                                                    |

## Demografía
De acuerdo con el Censo de Población y Vivienda realizado en 2020 por el Instituto Nacional de Estadística y Geografía (INEGI), en Sabancuy había un total de 7744 habitantes, de los que 3897 eran mujeres y 3847 eran hombres. En el mismo año, se registró un total de 2880 viviendas, de las cuales 2191 estaban habitadas.
Es la localidad más poblada del municipio, tras la cabecera, Ciudad del Carmen.

### Evolución demográfica
| Gráfica de evolución demográfica de Sabancuy entre 1900 y 2020 |
|                                                                |
| Fuente: Instituto Nacional de Estadística y Geografía          |